# پراتا دی پوردنونه
پراتا دی پوردنونه (به ایتالیایی: Prata di Pordenone) یک کومونه در ایتالیا است که در استان پوردنونه واقع شده‌است.

## خصوصیات
پراتا دی پوردنونه ۲۲٫۹ کیلومترمربع مساحت و ۸٬۵۴۷ نفر جمعیت دارد.

## خواهرخوانده
شهر فلورف خواهرخواندهٔ پراتا دی پوردنونه هست.